# Svemirsko prostranstvo
Svemirsko prostranstvo, vanjski svemir ili ponekad samo svemir je praznina između nebeskih tijela, uključujući Zemlju. Nije u potpunosti prazan, nego ga čini vakuum s vrlo malo čestica. Većinom je to vodik i helij u plazmenom obliku, zatim elektromagnetsko zračenje, magnetska polja, neutrina, svemirska prašina i kozmičke zrake. Osnova je temperatura 2,7 kelvina (K), kako je postavljeno pozadinskim zračenjem od velikog praska.
Za plazmu gustoće manje od jednog vodikovog atoma po prostornom metru i temperature milijuna kelvina u prostoru među galaksijama računa se da je većina barionske tvari u vanjskom svemiru. Lokalne koncentracije kondenzirale su se u zvijezde i galaksije. U većini galaksija promatranja daju dokaz da je 90% mase u nepoznatu obliku, zvanom tamna tvar, koja interaktira s drugom tvari preko gravitacijskih ali ne i elektromagnetskih sila. Podatci pokazuju da najveći dio masa-energije u vidljivom svemiru je svemirska vakuumska energija koju astronomi označuju imenom tamna energija. Međugalaksijski prostor zauzima veći dio obujma svemira, pa čak i galaksije i zvjezdani sustavi skoro se najvećim dijelom sastoje od prazna prostora.